# Tetranychus rooyenae
Tetranychus rooyenae är en spindeldjursart som beskrevs av Meyer 1974. Tetranychus rooyenae ingår i släktet Tetranychus och familjen Tetranychidae. Inga underarter finns listade i Catalogue of Life.